# Інтенсивне зростання
Інтенсивний шлях розвитку — це процес суспільного виробництва, що базується на застосуванні ефективних засобів виробництва, предметів праці, кваліфікованої робочої сили, передових форм і методів організації праці, зростаючої інформованості у відповідності з найновішими досягненнями науково-технічного прогресу.